# Ґріма
Ґріма Гадючий Язик, в інших перекладах також Червовуст, Червослів, Гниловуст, Зміїний Язик (англ. Gríma the Wormtongue) — персонаж роману Дж. Р. Р. Толкіна «Володар перснів».
Прізвисько «Гадючий Язик» означає згубний, той, що вводить в оману, красномовець, демагог. Ця якість була надзвичайно притаманна господарю Ґріми Саруману.

## Етимологія імені
У персонажа Ґріми Wormtongue існував реальний середньовічний прототип: наприклад, Ґуннлауґ Зміїний Язик — ім'я ісландського скальда.
Слово worm означає не тільки «черв'як», але і «змія», «змій» і навіть «дракон» (архаїчне або поетичне значення). Більше того, у розділі «Король в Золотому Чертозі» (The King of the Golden Hall) маг Ґендальф, що говорить більш сучасною мовою, постійно називає Ґріму Уормтонга змією (англ. Snake) (більше 10 разів), а мову цього зрадника він порівнює з жалом змії. Інший можливий варіант перекладу — «сварливий» (від виразу to have a worm in one's tongue — бути сварливим / прискіпливим).
Ім'я Grima — англо-саксонський (давньогерманський) іменник, що означає «личина», «маска», «каптур», «те, що здається», «ознака». Сучасною ісландською мовою слово Gríma має таке ж значення — «маска». Синонім сучаснішого слова wry («фальшивий», «удаваний», «помилковий»). Цікаво, що ще один варіант перекладу — «шолом із забралом» .
Ім'я Ґріма в значенні «личина» обігрується в тому ж розділі, коли король Теоден і маг Ґендальф обговорюють недавні події за трапезою.
Як відомо, у творчості Дж. Р. Р. Толкіна багато явних і неявних посилань на міфологію давніх германців. У «Володарі Перснів» є безліч парафраз зі «Старшої Едди», до якої входять «Промови Ґрімніра». Ґрімнір, або Ґрім («Приховане Обличчя») — одна з 54 масок бога Одіна, коли він ходить по Мідгардом, серед людей:
|  | Звався я Ґрім, звався я Ґанглері, Гер'ян і Гіяльмбері, Текке і Трід Туд і Уд, Гар і Гельблінді Оригінальний текст (ісл.) [Hétumk Grímni, hétumk Gangleri, Herjann ok Hjálmberi, Þekkr ok Þriði, Þuðr ok Uðr, Herblindi ok Hár.— Sæmundar Edda, Grímnismál Frá sonum Hrauðungs konungs] Помилка: {{Lang}}: текст вже має курсивний шрифт (допомога) |

.
П'ятдесят та чотири імені говорять про багатоликість та суперечливість верховного бога германців: він «кривий на одне око» (див. вище про «кривиго суддю»), утаємничений, войовничий, мудрий, підступний і т. ін. Значення деяких імен спірне або зовсім втрачене.
Таким чином, задум цього несимпатичного персонажа, можливо є складнішим і багатовимірнішим, ніж це здається на перший погляд.

## Роль Ґріми у Війни Персня
Ґріма був закоханий в племінницю Теодена, Еовін, і всіляко намагався отримати її, і це ще більше посилювало ненависть Еомера до нього. Займаючи посаду радника короля Рогану, Теодена, Ґріма водночас був відданим слугою Сарумана, що з його допомогою контролював волю короля. Його викрив Ґендальф, після чого він відкрито перейшов на бік Сарумана і, бувши відпущений королем, втік до Ізенгарду.
Після розгрому Ізенгарда ентами Ґріма опинився у становищі бранця Ортханку разом зі своїм господарем Саруманом. Під час відвідання Ізенгарду королем Теоденом і вигнання Сарумана з Білої Ради та ордену Істарі Ґендальфом він в люті викинув з вікна вежі Ортханка палантір, за допомогою якого маг — зрадник підтримував зв'язок з Сауроном.
Після закінчення Війни Персня Ґріма пішов за своїм господарем до Ширу, де Саруман встановив диктатуру. До цього часу через принизливе ставлення Сарумана Ґріма майже втратив гідність і вигляд нормальної людини. Він почав повзати на чотирьох і, за словами Сарумана, виходив на вулицю тільки вночі. За наказом Сарумана Ґріма зарізав Головнокомандувача Ширу — Лотто Саквіль—Торбина (і, можливо, з 'їв його тіло). Зрештою, не витримавши знущань свого господаря, він убив Сарумана і тієї ж миті був застрелений гобітами.

## Екранізація
В екранізації Пітера Джексона «Повернення короля» Ґріму (Бред Дуріф), що перебуває на вежі Ортганку, підбиває повстати проти Сарумана Теоден. Після смерті Сарумана Ґріму вбиває пострілом з лука Леґолас. Ця сцена присутня тільки в режисерській версії.